# کبوتر میوه‌خوار نوک‌تاج
کبوتر میوه‌خوار نوک‌تاج (نام علمی: Ptilinopus insolitus) گونه‌ای از پرندگان خانواده کبوتران (Columbidae) و بومی مجمع الجزایر بیسمارک است.
دو زیرگونه شناخته‌شده از کبوتر میوه‌خوار نوک‌تاج وجود دارد. گوناگونی بین زیرگونه‌ها ممکن است کلاین باشد.